# Xã Grant, Quận Buena Vista, Iowa
Xã Grant (tiếng Anh: Grant Township) là một xã thuộc quận Buena Vista, tiểu bang Iowa, Hoa Kỳ. Năm 2010, dân số của xã này là 308 người.